# Ictidorhinus martinsi
Ictidorhinus martinsi — вид терапсид родини Hipposauridae підряду Біармозухії (Biarmosuchia), що мешкав в кінці пермського періоду. Скам'янілі рештки знайдені у басейні Кару Південній Африці. Відомий лише по одному черепу без нижньої щелепи. Череп завдовжки 10 см, загальна довжина тіла становить 50 см. Пропорції черепа (коротка морда та великі очі) можуть вказувати на те, що це молода особина якогось іншого виду, наприклад лиценодона (Lycaenodon). Проте немає доказів, що ці два види мешкали в один геологічний час, тому ця гіпотеза є малоймовірною.